# José María Pemán
José María Pemán y Pemartín (Cadis, 8 de maig de 1897 – 19 de juliol de 1981) va ser un escriptor espanyol i activista polític que va donar suport a les dictadures de Miguel Primo de Rivera i del general insurrecte Francisco Franco també va optar per l'opció monàrquica representada per Juan de Borbón.

## Biografia

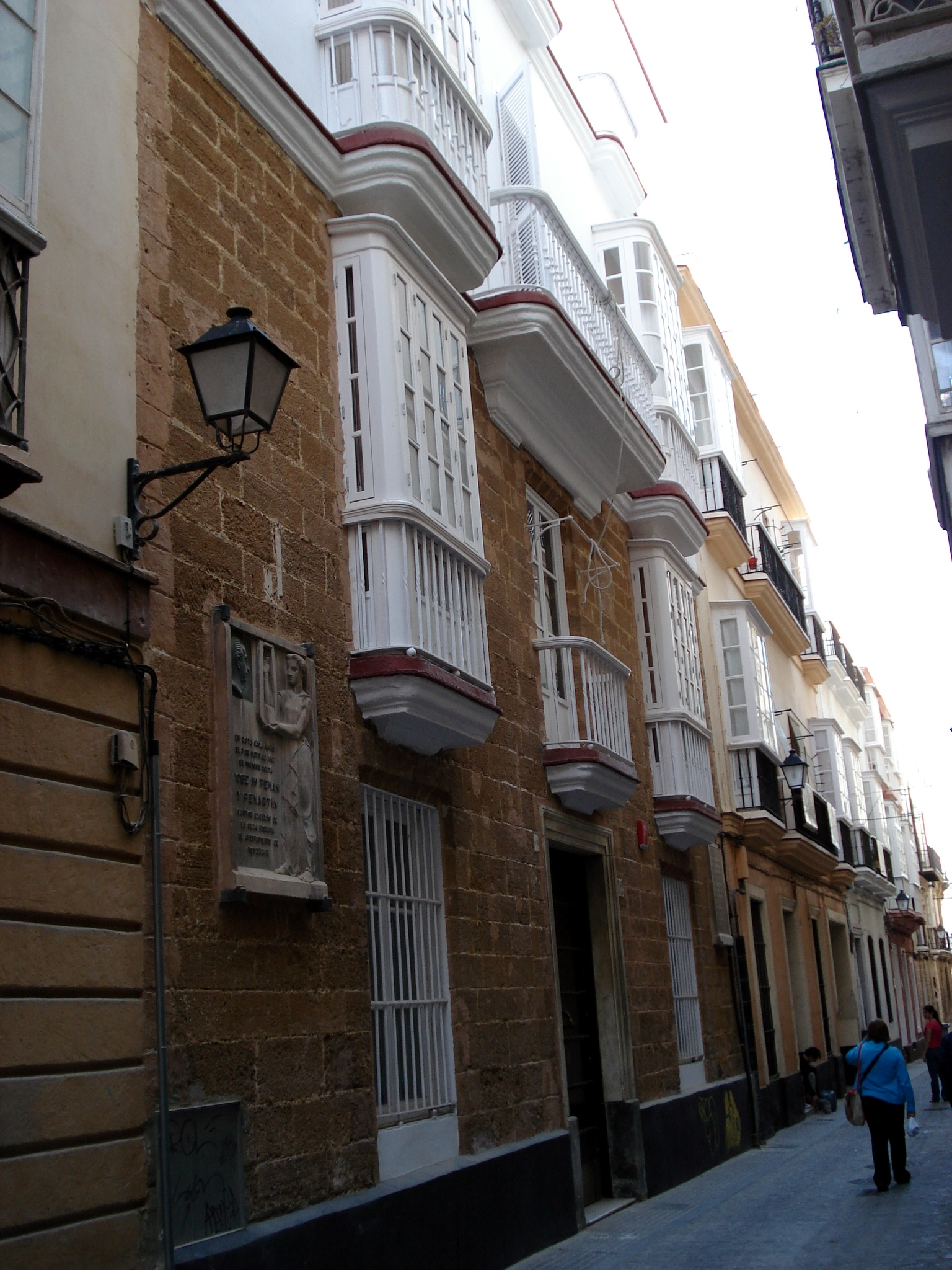
Casa on va néixer Pemán a Cadis, al carrer Isabel la Católica

Eix d'una família de caràcter conservador. El seu pare, Juan Gualberto Pemán y Maestre (1859-1922), era advocat i va ser diputat conservador. Estudià Dret a Sevilla, on es doctorà amb una tesi titulada Assaig sobre les idees filosòfico-jurídiques de La República de Plató (1921).
Va ser soci des de molt jove del Casino Gaditano, de la Sociedad de Tenis i de l'Ateneo Gaditano. No va freqüentar la bohèmia literària espanyola ni la Residencia de Estudiantes ni els cercles lliurepensadors. La formació literària de Pemán va ser autodidacta. Al Casino Gaditano va consultar els 71 volums la Biblioteca de Autores Españoles, de Manuel Rivadeneyra. Va entrar en contacte amb la poesia de Gabriel y Galán (1870-1905) i la de Julio Cejador y Frauca. Als Jocs Florals de Sanlúcar de Barrameda (agost de 1922), als quals va ser el mantenidor el periodista José Ortega Munilla, va obtenir la «flor natural» amb una composició titulada El viático. Va conèixer Ángel Herrera Oria, que li va permetre escriure al periòdic El Debate.

## La dictadura (1923-1930)
El 1923 s'estableix a Espanya la dictadura de Primo de Rivera propiciada pels militars per defensar el rei espanyol per les seves responsabilitats en el Desastre d'Annual, en la guerra de Marroc. L'Asociación Católica Nacional de Propagandistas (ACdeP) va ser fundada el 1909 pel jesuïta P. Ayala amb l'organització d'Ángel Herrera Oria.
Pemán va ser designat, el maig de 1925, secretari del centre de Cadis per Ángel Herrera Oria, qui més tard va ser nomenat cardenal de l'església catòlica. El 1928 ja era president de l'ACdeP a Cadis José María Pemán i el seu cosí José Pemartín estaven emparentats amb el dictador Primo de Rivera i van estar entre els principals propulsors de la doctrina oficial de la dictadura. Va ser nomenat secretari de l'Assemblea Nacional Consultiva primorriverista i, poc abans, l'octubre de 1927, president polític a Cadis del Partit Unión Patriòtica.

## La República
Des del periòdic local gadità La Información Pemán havia defensat el seu paradigma ideològic antiliberal i antiigualitari, construït sobre el tetralema «Família, Pàtria, Religió i Monarquia». Poc més tard el seu monarquisme es va radicalitzar i defensava postures clarament feixistitzants. Va incrementar la seva activitat fins al punt que José Ortega y Gasset el va qualificar com «aquest pul·lulant senyor Pemán». L'agost de 1932 hi va haver el fallit cop d'estat conegut com la Sanjurjada. Pemán fugí a Gibraltar.
L'estrena del seu drama en vers El divino impaciente en el teatre Beatriz de Madrid (1933) va tenir un gran èxit polític.
El gener de 1933 Pemán i altres funden el partit polític Renovación Española el qual defensava la restauració d'Alfons XIII (del qual serien líders Antonio Goicoechea i José Calvo Sotelo). Ramiro de Maeztu el va qualificar com «El màxim orador de les Espanyes».
A partir de l'aixecament militar de 18 de juliol de 1936 Pemán es va posar immediatament a les ordres del comandant insurrecte marqués de Casa Arizón, a Jerez de la Frontera. Com a propagandista, es creu que Pemán inspirà la semàntica del bàndol sublevat, com les de Mártir, Cruzada i Movimiento Nacional. Apologeta catòlic de l'ordre i el cabdillatge, Pemán es definiria si mateix com un falangista: «meitat poeta, meitat monjo».
Pemán va ser un entusiasta reporter de guerra destacant junt a El Tebib Arrumi (Víctor Ruiz Albéniz) i el famós locutor de ràdio Bobby Deglané. Al punt àlgid del seu carisma, al començament de la guerra va ser triat per Franco (23 d'octubre de 1936) per a la «simpàtica missió» d'anunciar a les Espanyes la imminent conquesta de Madrid.
El maig de 1938 viatjà a Roma junt amb José Millán Astray. A la tornada va fer grans elogis de Benito Mussolini: «aquella figura que lleva en sí el secreto del Destino…» Camilo José Cela va dir de Pemán: «No crec que cap poeta contemporani hagi vist més diàfanament el ser i el sentir de la poesia».
Pemán col·laborà també amb els departaments de propaganda de la Falange Española Tradicionalista y de las JONS. Pel que fa a les cuines de l'Auxilio Social va escriure l'octubre de 1939 aquesta frase cruel: «ésta es generosa guerra al revés, en la que son los conquistados los que reciben el botín».

### La Real Academia Española
El 26 de març de 1936 Pemàn va ser nomenat membre de la Real Academia Española, encara que la guerra civil aturà el seu ingrés i no llegí el seu discurs fins al 1939.